# Bajt
Bajt (još i oktet, slovnjak, bitnjak, fonetizirano od engl. byte), mjerna jedinica za količinu podataka u računarstvu. Bajt predstavlja uređeni slijed bitova, uobičajeno 8, zbog čega se za bajt koristi i naziv oktet.
Jedan bit odgovara jednoj znamenci binarnog brojevnog sustava iz čega proizlazi da se s n bitova može se prikazati 2n brojeva. U smislu pohrane podataka, u jedan osambitni bajt može se pohraniti jedan od 28 = 256 različitih brojeva, ili općenito podataka, jer brojevi putem kodiranja mogu predstavljati bilo kakve druge podatke.
Na većini računalnih arhitektura bajt je najmanja jedinica pohrane podataka kojoj se u radnoj memoriji može direktno pristupiti.

## Povijest
Izvorno je bajt označavao slijed od nekoliko bitova dovoljnih za pohranu jednog znaka za unos i ispis, pri čemu se obično jedna memorijska riječ mogla podijeliti na cijeli broj bajtova. Npr. uz riječ od 36 bitova, koja je bila dovoljna za pohranu brojeva s pomičnim zarezom, bajt je imao 6 bitova što je bilo dovoljno za pohranu velikih slova i brojaka. S vremenom je postalo uobičajeno da duljine memorijskih riječi budu potencije broja 2 (16, 32, 64), pa je time i bajt standardiziran na 8 bitova.

## Decimalni i binarni višekratnici
Za razliku od jedinica u Međunarodnom sustavu, gdje se višekratnici jedinica označavaju s decimalnim predmecima kao što je "kilo" (za tisuću), na primjer jedan kilometar = 1000 metara, u računarstvu se pored decimalnih koriste i binarni predmetci koji se odnose na potencije broja 2. 
Pri tome postoji nedosljednost jer se prema izvornoj praksi i preporuci JEDEC-a za binarne predmetke koriste isti nazivi kao i za decimalne predmetke. Tako "kilo" označava 1024, "mega" 1024·1024 itd. Zbog toga je uveden standard IEC 60027-2, koji definira posebne nazive za binarne predmetke - npr. "kibi" umjesto "kilo". Njih su kasnije i druga standardizacijska tijela prihvatila, pa ih tako nalazimo u standardima IEEE 1541-2002 i ISO/IEC 80000.
Općenito se binarni predmeci tvore tako da se uzme prvi slog standardnog decimalnog predmetka kojem se naknadno dodaje "bi", kako bi se naznačilo da je riječ o binarnom predmetku. U velikoj većini operacijskih sustava ovi predmeci još nisu u upotrebi kod izražavanja kapaciteta raznih uređaja za pohranu podataka (iako su jedinice vezane uz potencije broja 2), već se pomalo neprecizno označavaju odgovarajućim decimalnim predmecima, pri čemu nastaje manja ili veća pogreška, ovisno o redu veličine. Ova nepreciznost proistekla iz informatičkog naslijeđa s vremenom postaje anakronizam. Kako ta pogreška pri terabajtnim vrijednostima iznosi gotovo 10%, a s povećanjem kapaciteta bit će sve veća, razna državna i međunarodna mjeriteljska društva trude se promovirati IEC-ov standard koji jasno definira predmetke za računalne veličine koje su često potencije broja 2, umjesto broja 10.
Poseban slučaj je znak KB koji se u praksi često koristi za "binarni kilobajt" (kibibajt), ali može biti i pogrešno napisani znak za "decimalni kilobajt" (kB).
Jedinice veće od bajta prema standardu IEC su:
- kibibajt  (KiB, eng. kibibyte) = 210 bajtova =  1024 bajta   ≈   kilobajt (kB) = 103 bajtova
- mebibajt  (MiB, eng. mebibyte)  = 220 bajtova = 1 048 576 bajtova   ≈   megabajt (MB) = 106 bajtova
- gibibajt  (GiB, eng. gibibyte)  = 230 bajtova = 1 073 741 824 bajta   ≈    gigabajt (GB) = 109 bajtova
- tebibajt  (TiB, eng. tebibyte)  = 240 bajtova = 1 099 511 627 776 bajtova   ≈   terabajt (TB) = 1012 bajtova
- pebibajt  (PiB), eng. pebibyte) = 250 bajtova = 1 125 899 906 842 624 bajta   ≈   petabajt (PB) = 1015 bajtova
- egzbibajt (EiB), eng. exbibyte) = 260 bajtova = 1 152 921 504 606 846 976 bajta ≈ egzabajt (EB) = 1018 bajtova

Prefiksi centi, mili, mikro i slični, koji označavaju dijelove jedinice nisu u uporabi zato što je jedan bajt = 8 bitova pa bi, primjerice, jedna stotina bajta bila 2/25 bita, a tako nešto uglavnom nema smisla. Ovakvi prefiksi bi teoretski mogli biti upotrebljavani tek za izražavanje brzine prijenosa podataka u nekom hipotetskom i za današnje pojmove vrlo sporom sustavu. Primjerice, neki sustav koji bi bio sposoban prenijeti 100 B podataka u sat vremena imao bi brzinu od cca 27 mB/s.